# Alopecosa pentheri
Alopecosa pentheri este o specie de păianjeni din genul Alopecosa, familia Lycosidae. A fost descrisă pentru prima dată de Nosek, 1905. Conform Catalogue of Life specia Alopecosa pentheri nu are subspecii cunoscute.